# مارسيو دا كروز
مارسيو دا كروز هو منافس ألعاب قوى برازيلي، ولد في 6 فبراير 1974.

## وصلات خارجية
- مارسيو دا كروز على موقع الاتحاد الدولي لألعاب القوى (الإنجليزية)
- مارسيو دا كروز على موقع أوليمبيديا (الإنجليزية)